# Areca hutchinsoniana
Areca hutchinsoniana Becc., 1919 è una pianta della famiglia delle Arecacee.

## Distribuzione e habitat
La specie è endemica dell'isola di Mindanao nelle Filippine.

## Conservazione
La Lista rossa IUCN classifica Areca hutchinsoniana come specie in pericolo di estinzione (Endangered).